# Ommelanden (Groningen)
De Ommelanden is de naam voor een historische groep grondgebieden die in de huidige Nederlandse provincie Groningen, buiten de stad Groningen lagen. De gebieden hadden veelal een eigen lokaal bestuur maar vielen op een hoger bestuurlijk niveau onder een andere hertog, koning en keizer.

## Geografie en indeling
De term Ommelanden verwijst naar een aantal (van oorsprong Friese) plattelandsdistricten of landschappen rond de stad Groningen. In de 16e eeuw werden vijf Ommelanden onderscheiden. Het Ommelander grootzegel van 1579 toont de wapens van de volgende landschappen:
- Hunsingo
- Fivelingo
- Humsterland
- Langewold
- Vredewold

In de 14e en 15e eeuw werden ook Achtkarspelen, Oldambt, Reiderland en Westerwolde tot de Ommelanden gerekend. Het Gorecht behoorde daarentegen tot de Groningse stadstafel en werd dan ook door de stad bestuurd.
In 1594 gingen de Ommelanden samen met de plaats Groningen en werd het staatkundige gewest Stad en Lande gevormd, dat een vertegenwoordiging kreeg in de Staten-Generaal. Men maakte toen een indeling in drie kwartieren:
- Hunsingo
- Fivelingo
- Westerkwartier

Het onderdistrict Middag, dat vanouds tot Hunsingo werd gerekend, maar aan de overzijde van het Reitdiep lag, werd eveneens bij het Westerkwartier gevoegd. Het Oldambt trachtte tevergeefs als een vierde kwartier aansluiting te krijgen bij de drie overige kwartieren van de Ommelanden. De inwoners moesten er zich echter bij neerleggen dat de Staten Generaal het gezag over dit gebied toewees aan de stad Groningen. Dat gold ook voor het Gorecht en Westerwolde. De indeling in drie kwartieren werd door de staatsrechtelijke hervormingen van 1798 beëindigd. De vlag van de Ommelanden verwijst echter nog altijd naar de drie historische deelgebieden met in totaal elf onderkwartieren.

## Naam
De naam Ommelanden wordt voor het eerst vermeld in een akte van 26 september 1386, waarbij enkele Oosterlauwerse landschappen en de stad Groningen een verbond tegen de hoofdeling Onno Onsta sluiten. Daarbij wordt gesproken over de stad Groningen mitten ghemenen Ummelanden. In een Latijnse akte van 30 juni 1338 wordt gesproken van terrae circumjacentes ('omliggende landen'). Meestal wordt aangenomen dat met 'Ommelanden' de gebieden om de stad Groningen worden bedoeld. De anti-stadgroningse Johan Rengers van Ten Post (jr.) beweerde echter rond 1600 dat de term 'Ommelanden' zou slaan op de Friese Zeelanden; de gebieden 'om de zee' en 'om de Eems' aan buitenzijde en 'om de Fivel' en 'om de Hunze' aan binnenzijde.

## Middeleeuwen
De oorsprong van de Ommelanden ligt in de vroege Middeleeuwen, toen de streek die nu de provincie Groningen is, grotendeels een kweldergebied was dat werd bevolkt door Germaanse stammen als de Friezen en Chauken. In die tijd ontstonden gemeenschappen doordat de verschillende (wierde)dorpen gingen samenwerken en bestuurseenheden gingen vormen. Zo'n bestuursvorm werd ook wel een gouw genoemd, in de lokale taal ook go. Deze gouwen werden vaak naar rivieren genoemd. In de vroege Middeleeuwen lagen in de streek van de huidige provincie Groningen de gouwen Humsterland of Hummerke (het Westerkwartier en de Marne), Hunsingo (inclusief Middag), Fivelingo (inclusief het Oldambt) en het Eemsgo. Westerwolde was toen onderdeel van het gouw Agredingo en zou pas in de 17e eeuw definitief onderdeel worden van Stad en Lande. Deze gouwen hadden, zeker in de kuststreken, een hoge mate van zelfstandigheid, maar vielen onder het hogere gezag van een Friese hertog, later de Frankische koning en Heilig Roomse Keizer. Net zoals de andere Friese gebieden, hadden Humsterland, Hunsingo, Fivelingo en Eemsgo hun eigen lokale regels en rechtspraak. Zo zijn er 14e-eeuwse kopieën van het Hunsingoër Landrecht overgeleverd, die een belangrijke bron vormen van het Oudfries en de Nederlandse rechtsgeschiedenis.
Tot in de veertiende eeuw bleven en de Ommelanden dan ook grotendeels Friestalig, terwijl de meeste bewoners van de stad Groningen en de inwoners van het Gorecht en Westerwolde Nedersaksisch of Nederduits spraken. Na 1350 maakte de Friese taal echter plaats voor het Nederduits dat in Groningen en in de overige Hanzesteden werd gesproken. Toch bleven de Friese woorden en de Friese tongval nog eeuwenlang in het nieuwe Groningse dialect merkbaar.
De Ommelanden werden voor een groot deel bestuurd door de landadel, in Groningen ook wel hoofdelingen genoemd, en door de abten van de kloosters, die in deze functie het wereldlijk gezag uitoefenden. Zij waren verantwoordelijk voor de lokale rechtspraak en de openbare orde. Het klooster van Aduard was een van de grootste grondbezitters in de Ommelanden, maar ook de overige kloosters hadden veel invloed. Alleen in randgebieden als het Langewold, Vredewold, Duurswold, het Oldambt en Westerwolde had de boerenstand meer te zeggen. Anders dan in Oost-Friesland wist echter geen enkel geslacht voldoende macht op te bouwen om het tot landsheer te brengen. Tot de belangrijkste hoofdelingen behoorden de geslachten Onsta, Lewe, Clant, Ewsum, Rengers, de Mepsche en Coenders. Alleen de familie Ripperda in Oosterwijtwerd en Farmsum wist in 1474 voor hun eigen dorpen de status van een rijksonmiddellijke heerlijkheid te verkrijgen, maar ook zij slaagde er niet in dit privilege effectief te maken.
In 1378 sloot de stad Groningen een verbond met Hunsingo voor onderlinge steun en bijstand, waar de omliggende landstreken zich bij aansloten. Dit verdrag werd in 1482 voor het laatst vernieuwd. De stad nam de leiding bij de rechtspraak via de hoofdmannenkamer. Onder leiding van de stad werd tevens een eigen wetboek opgesteld, het Ommelander Landrecht van 1448, dat in 1601 werd herzien. Dit eigen rechtstelsel bleef tot de invoering van de Franse wetgeving in 1808 gelden.
Stad en Ommelanden raakten geregeld met elkaar in conflict, maar konden ook niet goed zonder elkaar. De stad was het belangrijkste handelscentrum maar voor voedsel afhankelijk van het omliggende agrarisch gebied. Het stadsbestuur probeerde de Ommelanders te verplichten alle producten hier te verkopen. Dit stapelrecht was een geregeld terugkerende bron van conflicten. Herhaaldelijk trad het stadsbestuur - soms met steun van de plaatselijke bevolking - ook op tegen adellijke hoofdelingen die in de ogen van de stad te veel macht kregen. Bij die gelegenheden werden meerdere borgen bestormd en gesloopt. Omgekeerd belegerden de Ommelanders meermalen de stad en dwongen ze het stadsbestuur de poorten te openen en de muren te slechten, bijvoorbeeld in 1251 en 1338.
Vanaf 1558 gingen de Ommelanden nauwer samenwerken, waartoe de vijf kwartieren in 1561 een officieel verbond sloten. Men vormde eigen bestuursorganen, met een college van negen gedeputeerden, een eigen kas en vaste ambtenaren (syndicus, rentmeester, secretaris). De vertegenwoordigers van de Ommelanden - de Ommelander Statenvergadering, bestaande uit 36 leden - vergaderden doorgaans in een van de kloosters. In 1571 kregen de Staten van de Ommelanden de beschikking over een eigen gebouw, het Ommelanderhuis, een voormalig refugium van het Johannieterklooster van Oosterwierum. Het nieuwe zegel van 1579 was overigens omstreden en bleef tot de Reductie van 1594 ongebruikt.

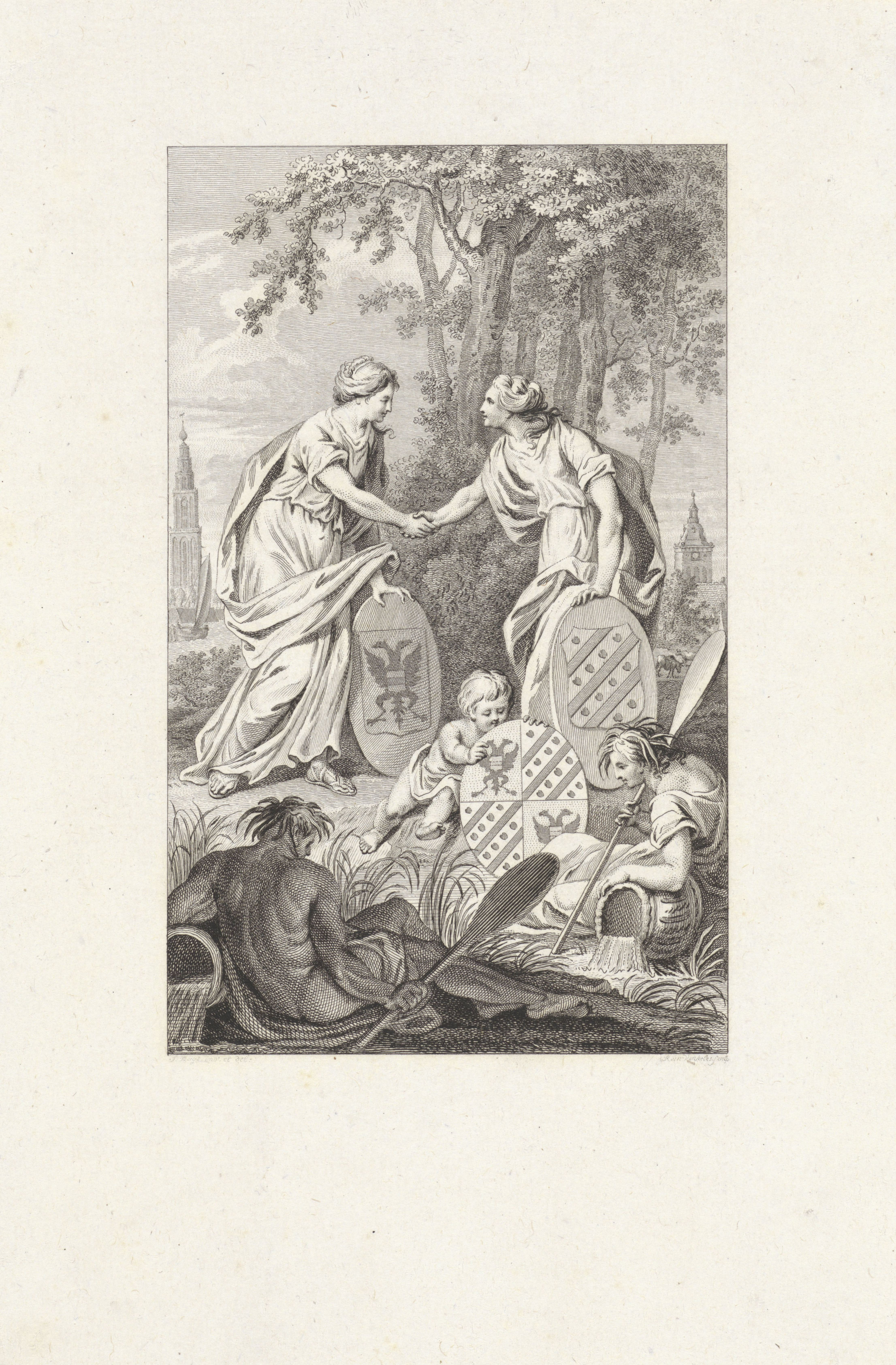
Prent uit 1793 met daarop personificaties van Stad en Ommelanden die in de 18e eeuw leren om vredig met elkaar om te gaan

## Nieuwe tijd
De Ommelanden zagen in de Opstand een mogelijkheid om onder het juk van de stad uit te komen. Zij sloten zich daarom aan bij de Unie van Utrecht, terwijl de Stad - onder druk van de gilden - de Spaanse kant koos. Na het verraad van Rennenberg in 1580 verbleef het Ommelander bestuur in ballingschap in Emden. De Ommelanden noemden zichzelf in deze tijd ook wel Klein Friesland, met name om zich af te zetten tegen de stad Groningen. De aansluiting bij de Republiek leverde uiteindelijk niet het verwachte resultaat. Bij de Reductie van Groningen in 1594 werden de Ommelanden samengevoegd met de Stad tot de provincie Stad en Lande en moesten de Ommelanden zich erbij neerleggen dat het stapelrecht gehandhaafd bleef.
Als politiek orgaan bleven de Ommelanden bestaan: de drie kwartieren vormden de helft van de Staten van Groningen en hadden een eigen bestuur dat onder andere voor de belastingheffing verantwoordelijk was. Ook kregen de Ommelanden een deel van de in beslag genomen kloosterbezittingen en investeerden zij in de ontginning van de Veenkoloniën (Ommelanderwijk).
In 1619 kocht de Stad Groningen de Heerlijkheid Westerwolde. Bij de inpoldering van het in de Dollard verdronken land en de ontsluiting van de hoogveengebieden in het achterland groeide het economische belang van het Oldambt en de Veenkoloniën. Het nieuw gewonnen land viel echter onder de Stad. Het stadsbestuur en de rijke regentenfamilies investeerden veel geld in de nieuwe polders en bouwden er buitenhuizen. Tevergeefs kwamen de Oldambtsters vanaf 1640 in opstand en probeerden ze aansluiting te krijgen bij de Ommelanden.
In de loop van de zeventiende eeuw ging de plattelandsadel steeds vaker een deel van het jaar in de stad wonen. Omgekeerd vestigden zich stadsregenten op het platteland. Leden van beide groepen trouwden onder elkaar. Terwijl de politieke tegenstellingen tussen stad en platteland hierdoor afnamen, bleven de economische tegenstellingen bestaan. Herhaaldelijk protesteerden de Ommelander en Oldambtster boeren tegen het stadsbestuur. Dat leidde met in 1748 tot een machtswisseling, waarbij de aanhangers van stadhouder Willem IV op het pluche kwamen.
Lange tijd bleven de Ommelanden een agrarisch gewest zonder belangrijke stedelijke centra. Het stadje Appingedam, dat centraal lag in Fivelingo, was uitsluitend voor zijn directe omgeving van belang. Andere havenplaatsen waren Visvliet, Winsum en de vestingplaats Delfzijl, die strategisch aan de monding van het Damsterdiep lag. Door beperkende maatregelen wist de stad Groningen de opkomst van handel en nijverheid op het platteland echter stevig af te remmen.
In de tweede helft van de achttiende eeuw kregen de dorpen op het platteland meer ruimte om zich te ontwikkelen. Maar pas de Bataafse Revolutie van 1795 maakte definitief een einde aan het economische monopolie en de politieke voorrechten die de stad genoot. Ook de plattelandsadel verloor zijn privileges. Vanaf 1804 vormden de Ommelanden niet meer een afzonderlijk deel van de Statenvergadering. Als politiek orgaan hielden de Ommelanden op te bestaan. De bezittingen, waaronder het Ommelanderhuis en de Ommelanderkas, werden in 1862 geliquideerd. Dat is anders dan bijvoorbeeld in Oost-Friesland, waar de bezittingen van het vroegere standenparlement in een afzonderlijk fonds terecht zijn gekomen, waaruit culturele activiteiten worden gefinancierd.
Grote dorpen als Grijpskerk, Zuidhorn, Leens, Bedum, Uithuizen en Loppersum ontwikkelden zich in de negentiende eeuw tot nieuwe streekcentra. Ook Onderdendam vormde een belangrijk knooppunt. Vanaf het einde van de negentiende eeuw ontwikkelde Delfzijl zich - mede dankzij de aanleg van het Eemskanaal - tot een belangrijke concurrent voor Groningen en Appingedam.
Vanaf 1808, toen Oost-Friesland tijdelijk bij het Koninkrijk Holland werd gevoegd, werd ook het Duitse Reiderland bij de provincie Groningen gerekend en gold de Eems een tijdlang als oostgrens van de provincie. In 1813 werd deze maatregel echter teruggedraaid.
Tijdens de Duitse bezetting kwamen in de Ommelanden meer joden om het leven dan elders in het land: nog geen 10% overleefde de oorlog tegen landelijk ong. 28%. Een verklaring kan zijn, dat de meeste mannen al vanaf juli 1942 werden afgevoerd naar werkkampen in het kader van de "werkverschaffing". De vrouwen en kinderen waren daarna een gemakkelijke prooi voor de nazi's.

## Wapen

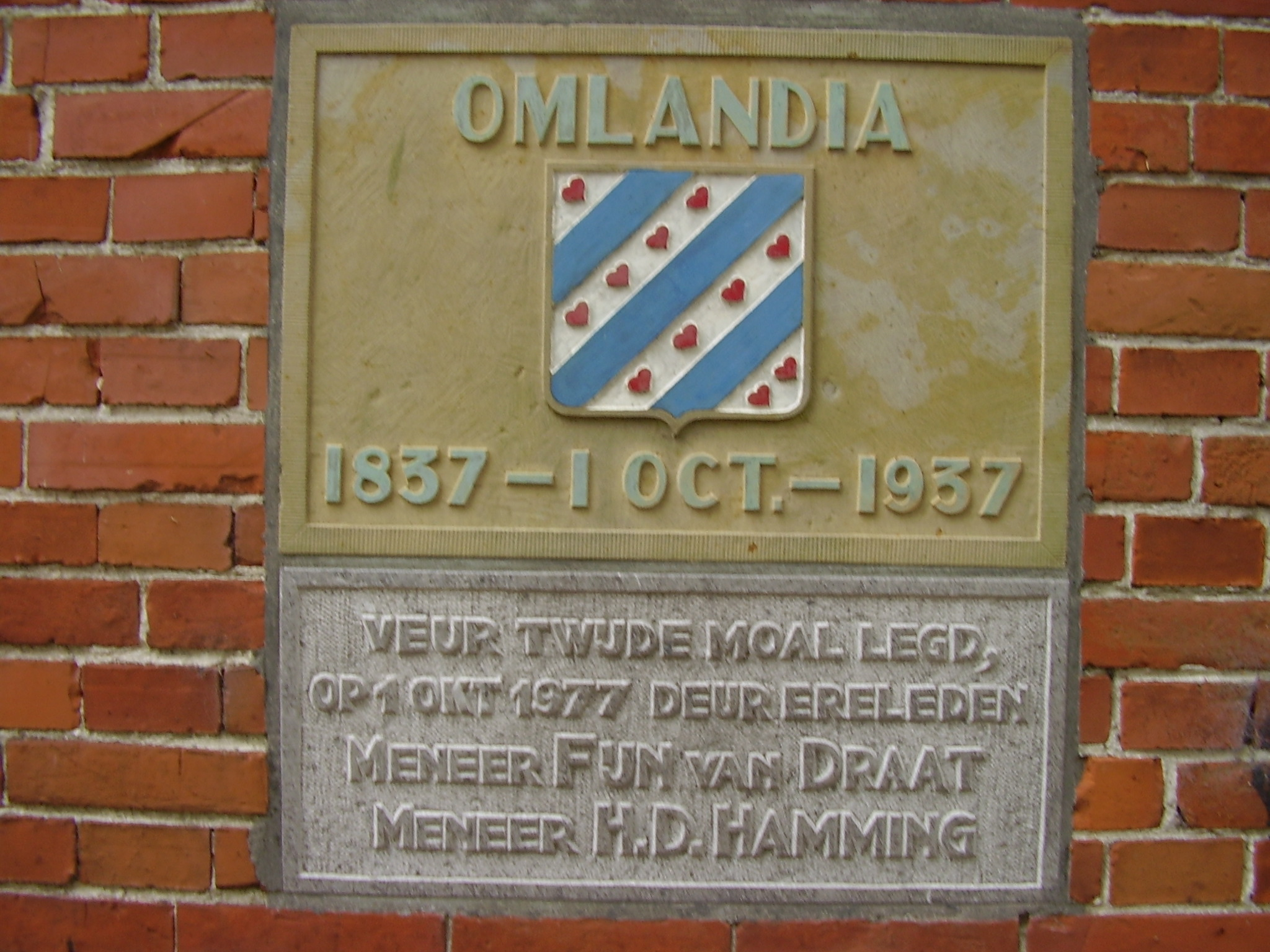
Replica uit 1977 van een gedenksteen van het studentengenootschap Omlandia, oorspronkelijk aangebracht bij het 'Hoogehuis' te Slochteren, nu op het terrein van de Fraeylemaborg.

Het wapen van de provincie Groningen is een combinatie van stad en ommelanden

Het Ommelander wapen verschilt van zijn Friese tegenhangers door het gebruik van heraldische harten (in plaats van pompebladeren), het grotere aantal schuinbalken en harten, en door de richting van de schuinbalken (heraldisch gezien van links naar rechts).
Tot het einde van 16e eeuw beschouwden de inwoners van de Ommelanden zich als onderdeel van de gezamenlijke Friese kustgewesten. Het gewest werd daarom als Klein-Friesland betiteld. Dit om het onderscheid met de stad Groningen te benadrukken. Mede om die reden kozen de Ommelander heren in 1579 voor een wapen dat ontleend was aan het (vermeende) wapen van de Friese koningen. Dit wapen, mede geïnspireerd door Scandinavische voorbeelden, kon men overnemen uit bestaande wapenboeken. Het werd aanvankelijk als hartschild toegevoegd aan een samengesteld wapen, waar ook de vijf landschapszegels deel van uitmaakten. Vanaf 1598 werd het Ommelander wapen opgenomen in het nieuwe wapen van het gewest Stad en Lande.
Het Ommelander wapen was voorzien van vier witte linkerschuinbalken, waarop elf rode harten waren geplaatst.

## Tegenwoordig
De naam Ommelanden wordt tegenwoordig nog wel gebruikt om de tegenstelling tussen stad en platteland aan te duiden, maar de precieze betekenis is voor de meeste inwoners verloren gegaan. De namen van de verschillende deelgebieden zijn wel terug te vinden in namen van voetbalclubs, welzijnsinstellingen of radiostations. Ook de namen Ommelanderzeedijk (waarmee de zeedijk langs de Groningse Waddenkust wordt aangeduid) en Ommelanderwijk verwijzen naar het verleden. Maar het is vooral het wapen van de provincie Groningen dat laat zien dat deze provincie oorspronkelijk uit twee helften - Stad en Ommeland - is gevormd.
Ook in de gemeentelijke indeling zijn de Ommelanden nog deels herkenbaar. In de middeleeuwen was Groningen, net als de meeste andere delen van Nederland, ingedeeld in kerspelen. Dit waren kerkgemeentes die uit een of enkele dorpen of stad bestond en waarop later de grenzen van de burgerlijke gemeentes zijn gebaseerd. Door de grote herindelingsprojecten van de afgelopen decennia, is het aantal gemeenten dusdanig gekrompen dat het grondgebied en de namen van enkele Ommelanden weer zijn opgedoken. Zo bestaat sinds 2010 de gemeente Oldambt, dat het oude kerngebied van het Wold-Oldambt en het Reiderland beslaat, is uit het oostelijke deel van Westerwolde de gemeente Westerwolde ontstaan in 2018, is in 2019 de gemeente Westerkwartier gevormd en beslaat de gemeente Het Hogeland een groot deel van het voormalige Hunsingo.

## Kaarten

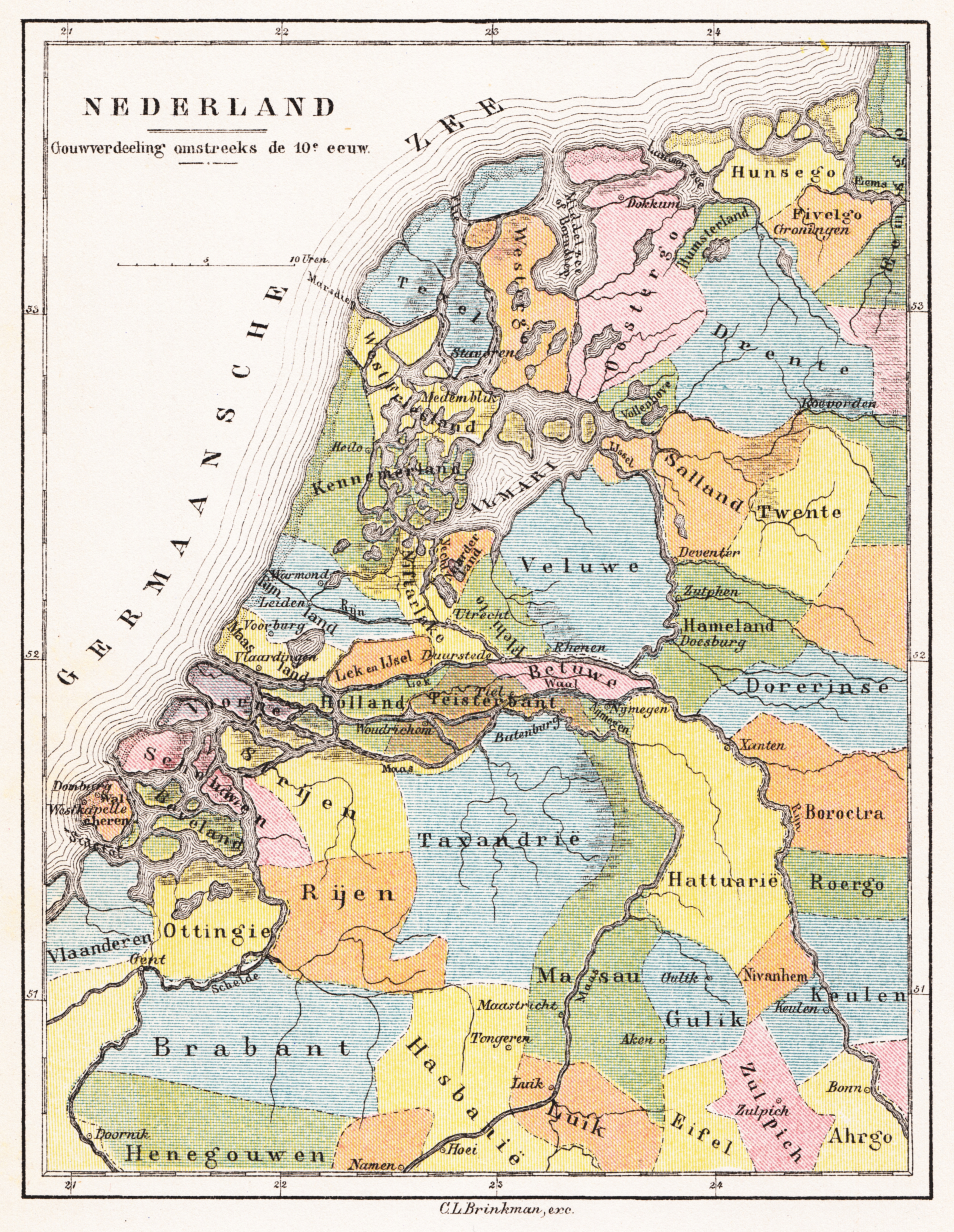
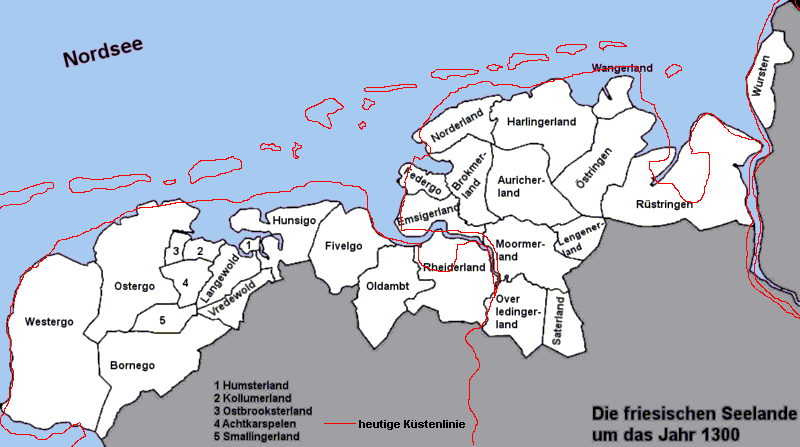
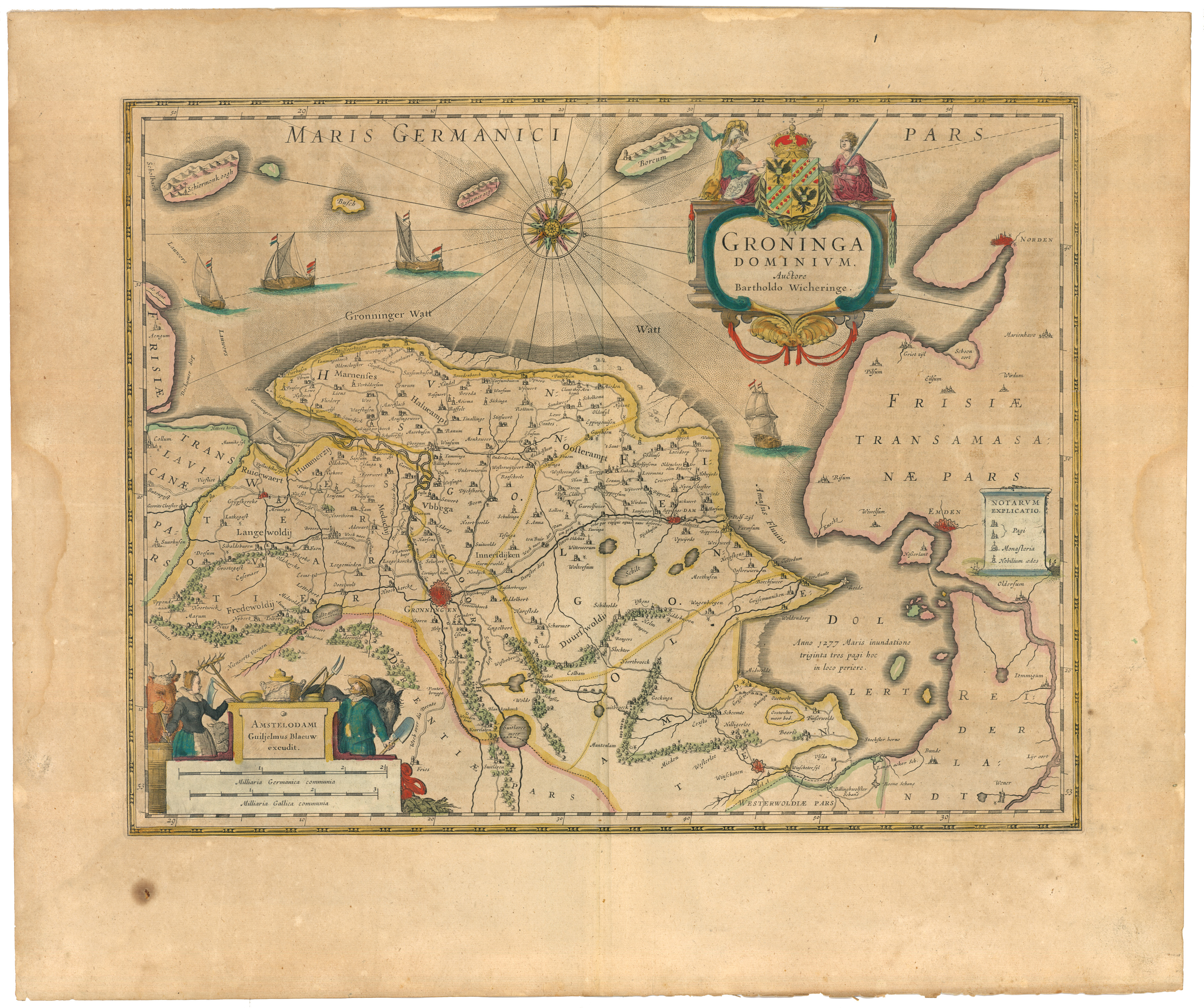
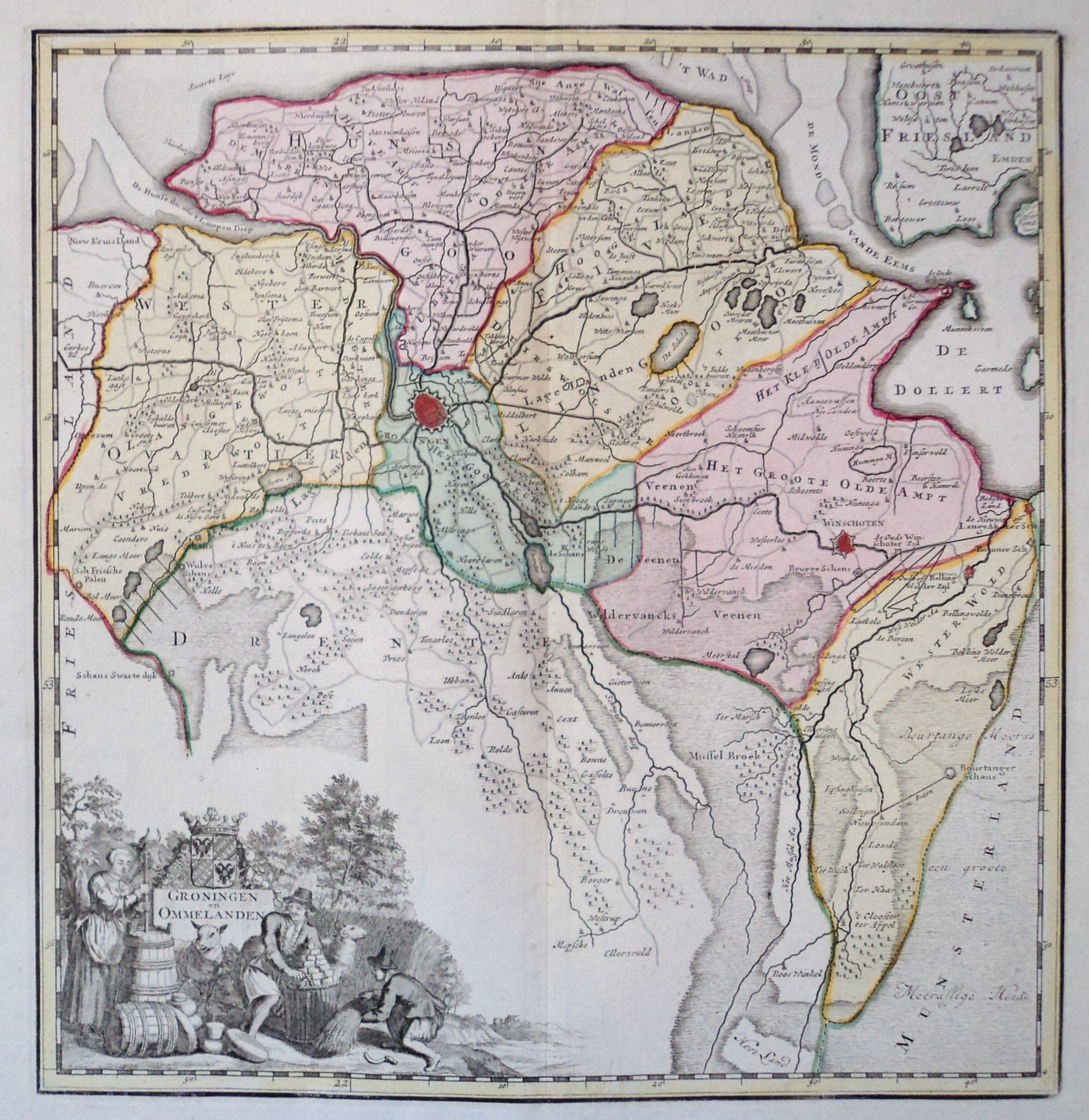
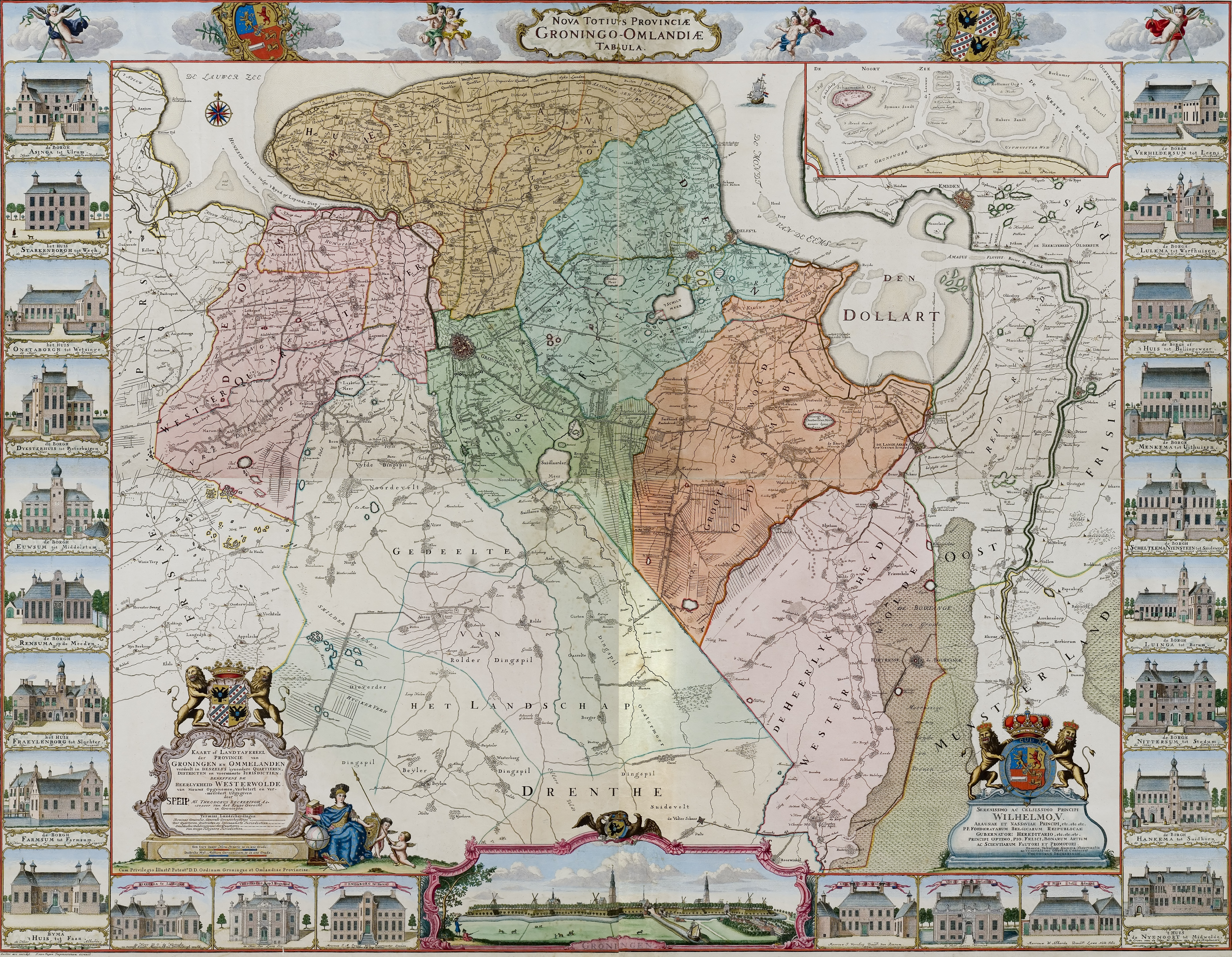
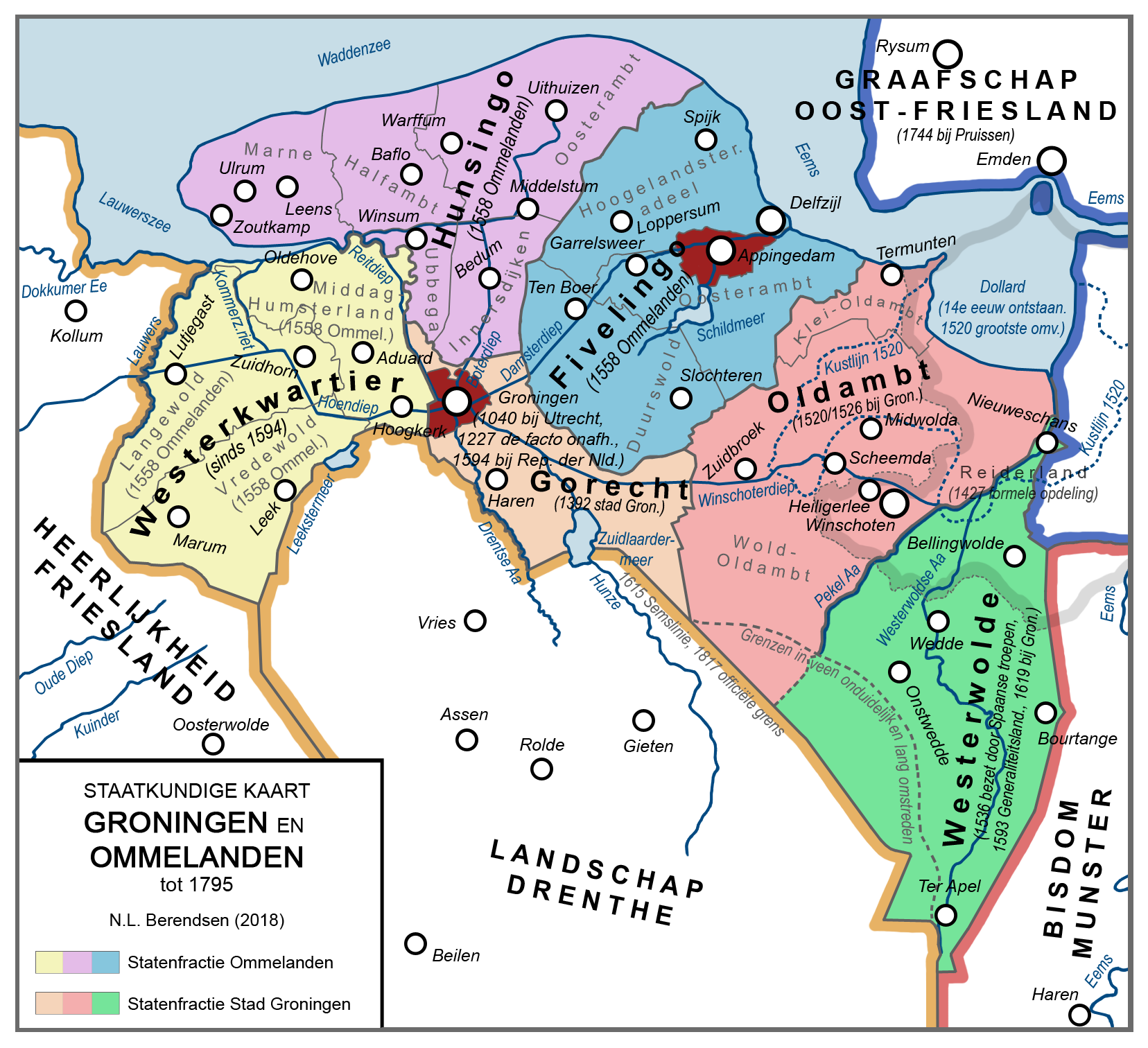
Kaart van de staatkundige situatie van Groningen en Ommelanden voor 1795

## Links
- Groninger Archieven, 2: Ommelander Archieven, 1558-1862 (met beknopte historie) (gearchiveerd)
- Middedelnederlandsch Woordenboek (MNW): Ommelant
- Woordenboek der Nederlandsche Taal (WNT): Ommeland